# 't Grom
't Grom is een museum, opgebouwd rond de thema's groenten, gezonde voeding en tuinbouwerfgoed. Gelegen in Sint-Katelijne-Waver, is het museum gevestigd in de Midzeelhoeve, een gerenoveerde achttiende-eeuwse beschermde langgevelhoeve met schuren en tuinen die ooit behoorde aan de Abdij Roosendael.
Het museum is een 'doe-museum': tijdens rondleidingen worden bezoekers geïnformeerd en actief betrokken in de tentoonstellingen.

## Aanbod

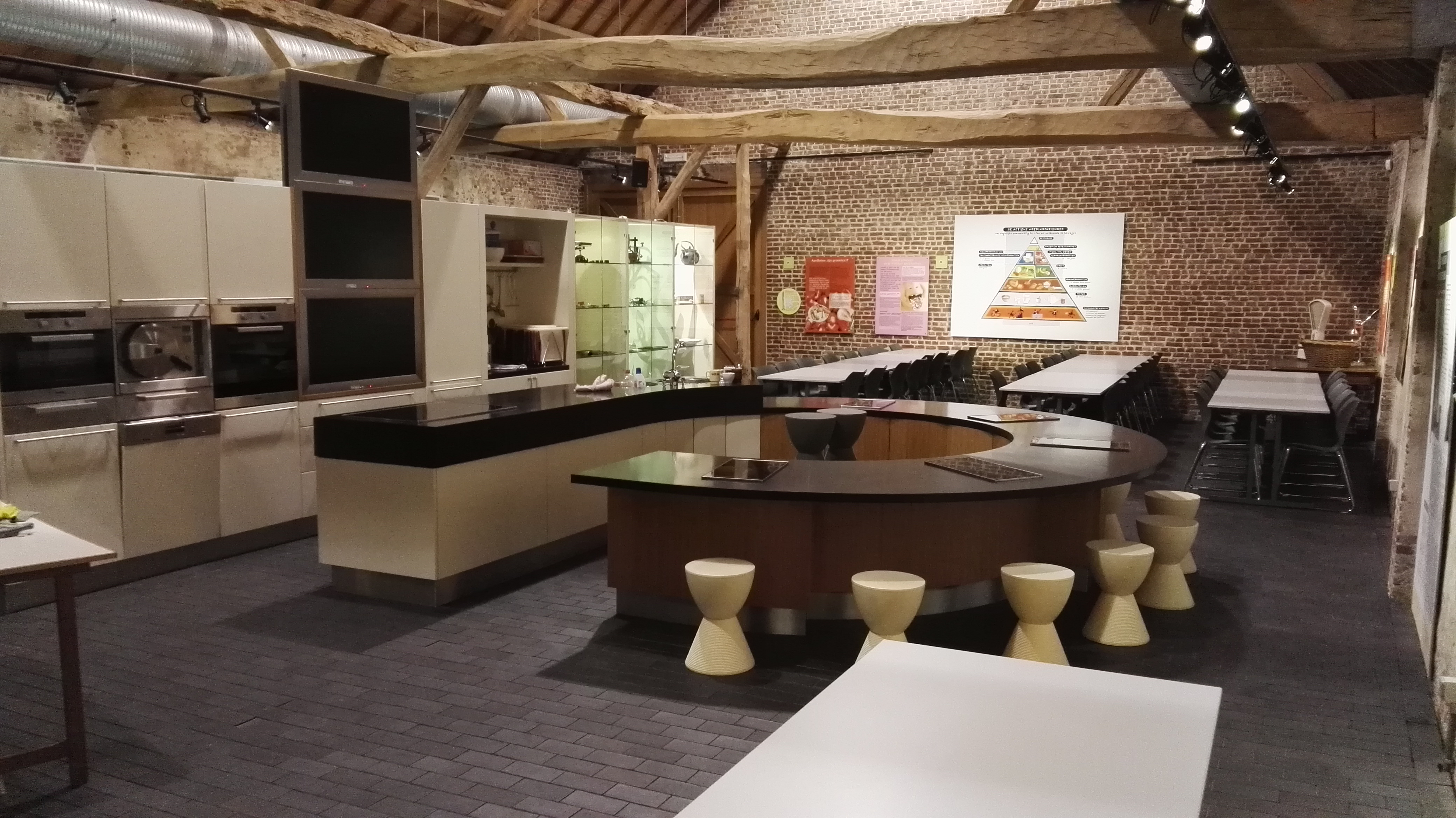
Kookatelier met kookeiland

Sinds 2006 combineert het museum educatie, activiteiten, rondleidingen en kookworkshops waarbij het doen centraal staat. Leerlingen gaan onder begeleiding aan de slag en bereiden een gezond warme middagmaal. Het ervaringsleren buiten de klas zou sensibiliserend werken, leert kinderen en volwassenen samen te werken en doet hen ervaren dat groenten lekker zijn. Het museum doet hiervoor beroep op vrijwilligers.

## Tentoonstellingen
Met tussenpozen worden grote tentoonstellingen gehouden in het 't Grom museum. De eerste drie waren respectievelijk Blik, Heilige boontjes en Oorlogstuinen.

### Heilige boontjes (2009)
Heilig boontjes is een educatief samenwerkingsproject tussen Het groentemuseum 't Grom, Abdijmuseum Ten Duinen, Archeologisch Site-Museum Werken en Abdijsite Herkenroderond vergeten groenten en het leven in de Cisterciënzerabdijen in Vlaanderen. Het schetst een beeld van herkomst en het gebruik van allerlei 'vergeten' groenten, fruit en kruiden die in het verleden een belangrijke rol speelden in de verspreiding en de productie van teelten doorheen Europa. Ze lagen aan de grondslag van de hedendaagse kookcultuur en hadden een invloed op het gebruik van kruiden en geneeskunde.
De tentoonstelling is opgedeeld in vier thema's. De eerst thema handelt over verschillende soorten groenten, fruit en kruiden, de geografische herkomst, de rol van ontdekkingsreizen en ook de hedendaagse ontwikkeling 'nieuwe groenten'. De tweede thema betreft de verschillende soorten tuinen en de bijhorende teelten in het abdijcomplex. De derde thema gaat over de diverse geneeskundige planten die in het verleden als medicijn gebruikt werden. De vierde thema betreft het gebruik van bepaalde ingrediënten in maaltijden in een klooster of abdij en de rol van Cisterciënzers in onze eetcultuur.
De tentoonstelling belicht niet enkel de historiek, maar legt ook de linken uit naar vandaag. De bezoekers krijgen recepten om groenten klaar te maken en ze ontdekken tijdens de wandeling in de tuinen diverse groenten en verschillende groeifasen.

### Blik (2011)
De tentoonstelling Blik gaat over de geschiedenis en de actualiteit van het conservenblik. Er wordt zowel wereldwijd als lokaal aandacht besteed aan de geschiedenis van conserven en het nut van blikvoeding in het verleden (tijdens de oorlog) en de dag van vandaag. Ook de voedingswaarde van groenten in blik en de impact op het milieu wordt besproken. Het thema bespreekt speelgoed in gerecycleerd blik, sierblikken, blikopener en blik in de kunst.

### Oorlogstuinen (2014-2018)
Oorlogstuinen is een tentoonstelling naar aanleiding van het project rond het thema WOI. Er zullen verschillende soorten groenten en planten worden gekweekt zoals nodig was om in eigen behoefte te voorzien in tijden van schaarste. Tijdens de Eerste Wereldoorlog was er al snel een voedsel te kort waardoor mensen allerlei creatieve en goedkope oplossingen vonden voor hun problemen. Een moestuin aanleggen of groenten kweken op iedere mogelijke vrijgekomen stukje grond, werd ineens een zaak van levensbelang. Heemkundige voorwerpen worden tentoongesteld die hun oorsprong vinden in de land- en tuinbouw van de groentestreek rond Mechelen.

## Het complex

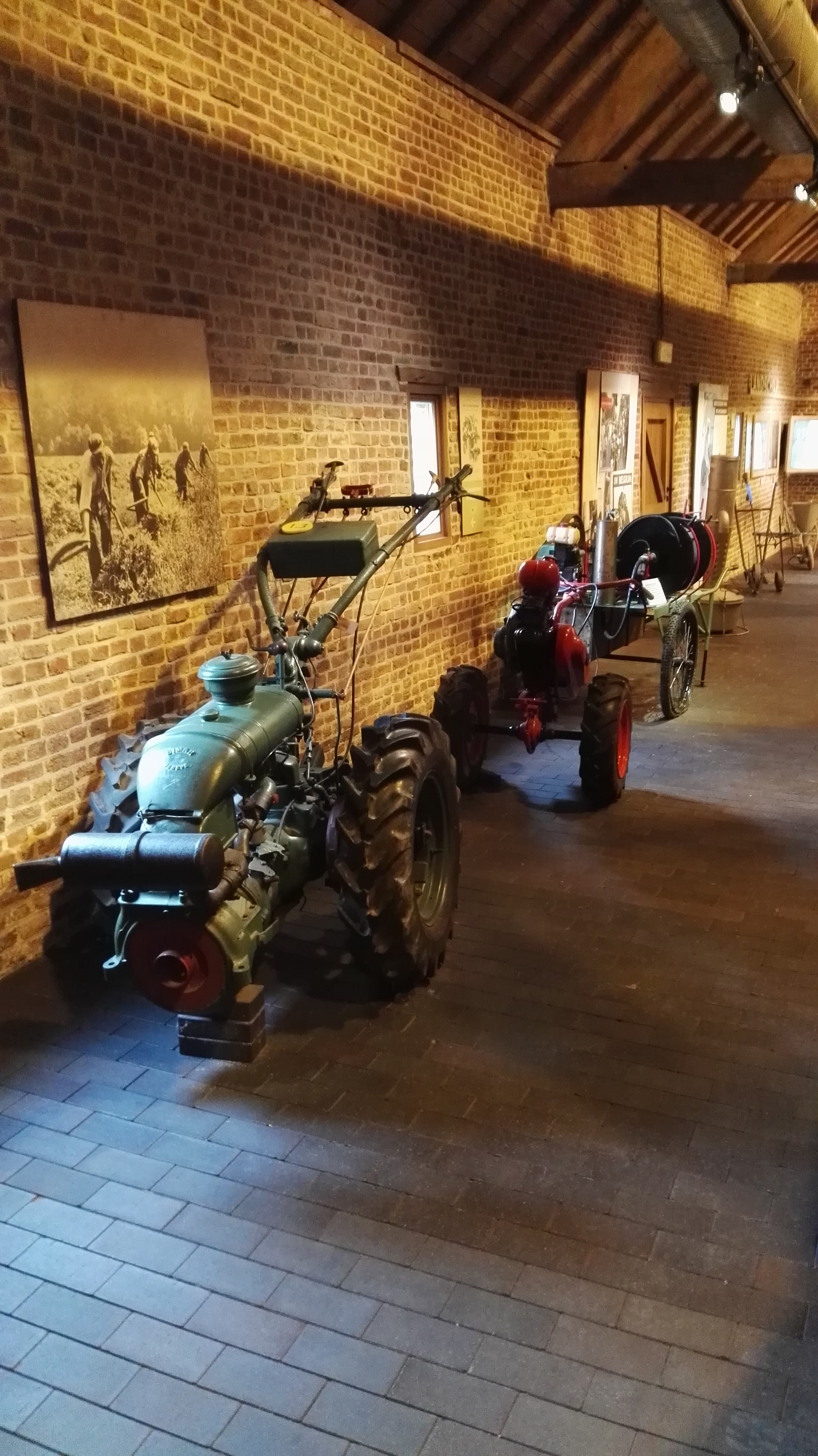
Motoculteur: Symar type 61a

Het museum bestaat uit diverse gespecialiseerde gebouwen en ruimtes.

### Weerstation
De weerstations van 't Grom verwittigen van het naderende weer. Enkele tuinbouwbedrijven op de gemeente hebben een “schietkanon” dat wordt aangezet als er hagel dreigt. Dit kanon 'schiet' een soort kanonlawaai met een trechter de lucht in. Daardoor zouden de ijskristallen breken en valt er geen hagel meer. Volgens sommige wetenschappers is dit onmogelijk, maar anderzijds blijkt het toch niet te hagelen.

### Schuren
Er bevinden zich twee schuren met daartussen een hedendaagse hoogtechnologische serre. Het toont de verschuiving die de voorbije decennia plaatsvond in de tuinbouw. 't Grom beschikt over vergaderzalen, een modern kookeiland voor de kookworkshops en een bibliotheek.

### Bistro Midzeelhoeve
Sinds juni 2006 is de Midzeelhoeve 1 niet langer de heimat voor heemkundige vereniging Erf en Heem maar een café.

### Bakhuis
Het bakhuis werd in 1979 heropgebouwd naar het oude model. De bakoven werd lange tijd in een bakhuis geïnstalleerd, ver van andere gebouwen omwille van brandveiligheid. Elk jaar vanaf maart tot november wordt er de eerste zondag van de maand traditioneel brood gebakken.

### Tuinen
De één hectare groot oppervlakte zijn aangelegd op een gedempte kleiput en wordt onderverdeeld in vier moestuinen; de Karel De Grote tuin, de 17de-eeuwse tuin, de Mechelse beddentuin en sierlijke moestuin. Het zijn geen exacte reconstructies van eeuwenoude tuinen maar vrije interpretaties. Daarnaast is er ook een insectenmuur, rozentuin en een bijenhal. De tuinen worden samen met de serres elke dag onderhouden door een tuinman.

### Serres
Er staan drie soorten serres op de site die herkend zijn als beschermd monument. De eerste soort is een Mechelse serre, ookwel koolserre of bloemkoolserre genoemd. Mechelse serres werden gebruikt van ongeveer 1880 tot ongeveer 1980. Ze hadden een absolute scharnierfunctie in de vollegrond groenteteelt uit die periode. Vooral voor de teelt van bloemkolen en tomaten waren op deze bedrijven onmisbaar. Aan de Midzeelhoeve te Sint-Katelijne-Waver werd één Mechelse serre en één broeiserre herbouwd.
De tweede soort is dan ook een broeiserre, ookwel kweekserre genoemd. Deze serre stond in directe relatie met de opkomst van de tomatenteelt in vollegrond. Het zaad van tomaten vraagt een vrij hoge temperatuur om te kiemen. Voor er verwarmingsketels in serres bestonden, maakte men een broeilaag waarop men de tomaten zaaide. Zo’n broeilaag bestond uit een dikke laag paardenmest met daarop een dun laagje grond. Bij het verteren van de paardenmest kwam warmte vrij die gebruikt werd om zaden te laten kiemen en zaailingen zo groot te laten worden dat ze vervolgens konden worden ingepot. Het inpotten gebeurde in de Mechelse serres. Tijdens de zomermaanden werd de broeiserre ook gebruikt om geplukte tomaten te late narijpen alvorens ze te koop aan te bieden.
Tot slot is er de tweekapserre. Naargelang het aantal dakkappen spreekt men van een tweekap, driekap, vierkap. Deze werden stelselmatig wat hoger opgesteld. Zo had men op een gegeven moment een glazen kap of kappen waaronder men kon staan. Wanneer zo'n serre meerdere kappen heeft en in zulke constructies ook nog glazen zijwanden en een glazen kopmuur zitten, wordt gesproken van een “warenhuis”.
In Vlaanderen ontstond al eerste het verrolbaar warenhuis. Zo kon men het ganse serrecomplex verduwen op een ander stuk grond en had men een betere vorm van vruchtafwisseling voor die tijd. Eens zulk serrecomplex met verwarming kon worden uitgerust, kon men meer en meer onafhankelijk van weersomstandigheden groenten onder glas telen.
Personen: Alfons Van den Eynde · Pelagie Waeyenbergh · Felix Brouwers · Werktuigen: Ezel · Kat · Mechelse spade · Methoden: Gewente · Organisaties en bedrijven: 't Grom · Marie Thumas · Plaatsen: Sint-Katelijne-Waver · Mechelen · Onze-Lieve-Vrouw-Waver · Duffel · Walem · Monumenten: Midzeelhoeve